# Metronidazol
Metronidazol is een antiprotozoïcum dat al meer dan 50 jaar in de handel is en dat wordt toegepast bij infecties met anaerobe bacteriën en specifieke protozoa. Voor meer dan 30 jaar was dit het middel van eerste keus bij infecties met de anaerobe ziekenhuisbacterie Clostridioides difficile. Tegenwoordig wordt echter steeds vaker fidaxomicine aangeraden als behandeling voor deze infectie vanwege de grotere doeltreffendheid en kleinere kans op bijwerkingen.
Metronidazol is het middel van eerste keuze bij de behandeling van trichomonas-infecties, giardiasis, en door amoeben veroorzaakte proctocolitis en leverabces. Om recidieven te voorkomen is het raadzaam bij trichomonasinfecties ook de partner te behandelen.
De stof is opgenomen in de lijst van essentiële geneesmiddelen van de WHO.

## Werkingsmechanisme
Metronidazol is een nitroimidazolderivaat. Metronidazol heeft zelf geen antimicrobiële werking, het is dus een prodrug. Het vormt een stabiel en doordringbaar startmateriaal, waarvanuit onder anaerobe omstandigheden nitrosoradicalen worden gevormd. Dit leidt er tevens toe dat de stof bekendstaat als mutageen.

## Bijzondere waarschuwing
Er mogen geen alcoholhoudende dranken gebruikt worden tijdens en gedurende ten minste 48 uur na beëindiging van de behandeling, vanwege de mogelijkheid van een disulfiramachtige reactie.